# George Ramsay (8e comte de Dalhousie)
Pour les articles homonymes, voir George Ramsay (homonymie) et Ramsay.
George Ramsay, 8e comte de Dalhousie (né en 1730 et mort le 15 novembre 1787) est un petit-fils de William Ramsay, 6e comte de Dalhousie.

## Famille
Le 30 juillet 1767, il épouse Elizabeth Glen et ils ont eu cinq enfants:
- Mary Ramsay
- Elisabeth Ramsay
- George Ramsay (1770-1838)
- William Ramsay-Maule (1771-1852)
- John Ramsay (1775–1842)